# 볼로냐의 그라티아누스

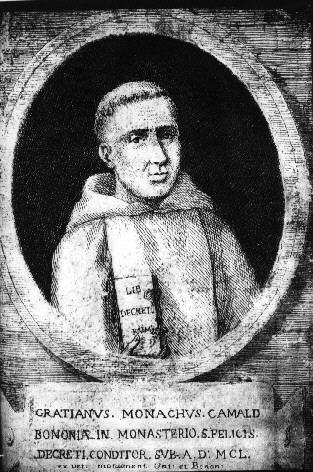

그라티아누스(Gratianus, ?~1158년)는 볼로냐의 수도사로서 교회법학의 개조이다.
그때까지의 교회의 법령을 정리해서 《그라티아누스 교령집》(敎令集)(1140년)을 편찬하였다. 본서는 사편(私編) 법령집인데 법령간의 모순을 조정하여 교회법에 통일을 부여한 것으로, 중세를 통해서 권위 있는 교회법령서라 하여 후에 《교회법대전》에 수록되었다. 로마법의 깊은 학식을 가지고 이룩한 그의 업적은 로마법학의 전승(傳承)과 흥륭(興隆)에 크게 기여하였다.

## 같이 보기
- 《그라티아누스 교령집》